# Cattleya crispa
La Cattleya crispa es una especie de orquídea epifita y ocasionalmente  litofita que pertenece al género de las Cattleya.  

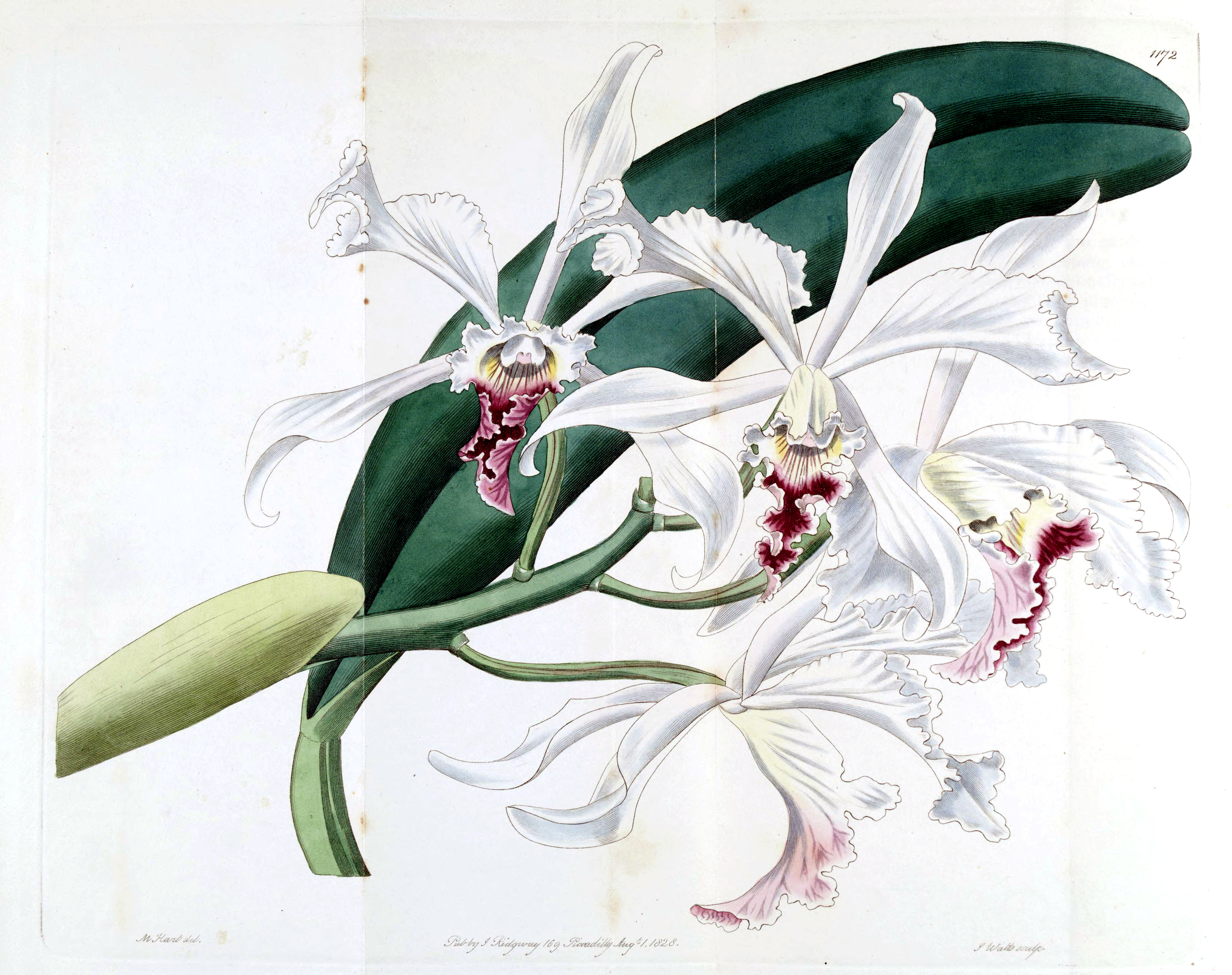
Ilustración

## Descripción
Es una orquídea de tamaño  mediano de hábitos epifitas y ocasionalmente  litofita con pseudobulbos en forma de bastón, comprimidos, ranurados , con una sola hoja, apical, suberecta, oblongo-lanceolada, obtusa o con muescas. Florece sobre todo en el verano en una inflorescencia de 30 cm de largo, racemosa, que surge de una vaina aplanada grande, con 4 a 9, fragantes y llamativas flores de larga duración.

## Distribución
Se encuentra en Brasil  en árboles altos o en grupos masivos en las rocas en las elevaciones de 800 a 1500 metros.

## Taxonomía
Cattleya crispa fue descrita por  John Lindley   y publicado en Botanical Register; consisting of coloured . . . 14:t. 1172. 1828.
Etimología
Cattleya: nombre genérico otorgado en honor de William Cattley orquideólogo aficionado inglés,
crispa: epíteto latíno que significa "rizado".
Sinonimia
- Bletia crispa (Lindl.) Rchb.f.
- Bletia crispa var. purpurea Rchb.f.
- Bletia crispa var. reflexa (Rchb.f.) Rchb.f.
- Brasilaelia crispa (Lindl.) Campacci
- Cattleya reflexa Parm. ex Rchb.f.
- Chironiella crispa (Lindl.) Braem
- Hadrolaelia crispa (Lindl.) Chiron & V.P.Castro
- Laelia crispa (Lindl.) Rchb.f.
- Laelia crispa var. cauwelaertiae L.Linden
- Laelia crispa var. reflexa Rchb.f.
- Sophronitis crispa (Lindl.) Van den Berg & M.W.Chase[1][5][6]